# Sergej Rjachovski
Sergej Vasiljevitsj Rjachovski (Russisch: Сергей Васильевич Ряховский) (Balasjicha, 29 december 1963 - Solikamsk, 12 november 2007) is een Russische seriemoordenaar, verkrachter en necrofiel die tussen 1988 en 1993 ten minste negentien mensen vermoordde en zes pogingen deed meer slachtoffers te maken. Hij staat ook bekend als het Nijlpaard (vanwege zijn omvang) en de Ripper van Balasjicha.

## Arrestatie
Tijdens een zoektocht in het gebied waar veel moorden zich afspeelden, troffen politieagenten een schuurtje aan met een strop aan het plafond. Daar werd een hinderlaag gelegd. Toen Rjachovski daar op 13 april 1993 terugkwam, arresteerde de militsia hem. Hij ging zonder verzet mee. Rjachovski werkte vervolgens mee aan het onderzoek door bekentenissen af te leggen en de politie aan te wijzen waar de moorden zich afgespeeld hadden. Hij zou verklaren dat hij de meeste moorden niet plande, maar dat ze plotseling in hem opkwamen. Naar eigen zeggen wilde hij 'de wereld verlossen van homoseksuelen en prostituees.' 

## Vonnis
Hoewel er een fysische verklaring in Rjachovski's hersenen werd aangetroffen voor zijn necrofilie, werd hij toerekeningsvatbaar en verantwoordelijk genoeg geacht voor veroordeling. Hij werd in juli 1995 veroordeeld tot de doodstraf door een vuurpeloton. Een jaar later schortte Rusland echter de doodstraf op, waardoor Rjachovski's straf werd omgezet naar levenslang in een zwaar beveiligde strafkolonie.

## Werkwijze
Rjachovski's modus operandi was voornamelijk wurging, met touw of met blote handen. Hij nam zo twaalf mannen, vier vrouwen en drie jongetjes, in de leeftijd van 14 tot 78, te grazen in de omgeving van Moskou. Soms gebruikte Rjachovski een mes, hamer of schroevendraaier om te moorden of de lijken te verminken, waarbij hij zich richtte op de genitaliën. Hij had seks met bijna al zijn slachtoffers, nadat ze gestorven waren.
Rjachovski's daden werden gewelddadiger naarmate zijn golf van terreur langer duurde. Een 78-jarige man werd onthoofd en een dag later ontdaan van een been, de buik van een 65-jarige vrouw werd verminkt met een soort van bom en een 16-jarige jongen werd opgehangen, opengereten en onthoofd.
Rjachovski stierf op 21 januari 2007 aan onbehandelde tuberculose, terwijl hij zijn straf in de gevangenis uitzat.